# Bangstede
Bangstede is een dorp in de Duitse deelstaat Nedersaksen. Bestuurlijk maakt het deel uit van de gemeente Ihlow, gelegen in de Landkreis Aurich in Oost-Friesland. Het is een langgerekt wegdorp, dat enkele kilometers ten noordwesten van de hoofdplaats Ihlowerfehn ligt.
Het kleine, grotendeels van de melkveehouderij bestaande, dorp, met ruim 300 inwoners, wordt voor het eerst vermeld in een oorkonde uit 1420. Bangstede moet echter (aanzienlijk) ouder zijn. De kerk van het dorp stamt uit het einde van de dertiende eeuw. Destijds was het echter nog onderdeel van de parochie Aurich.
Bij het dorp werd in 1799 een sluis, de Bangsteder verlaat,  gebouwd in de waterweg die heden bekendstaat als het Eems-Jadekanaal.
- Nationale Bibliotheek van Israël: 987007567214605171
- Virtual International Authority File: 136143709